# Gai Epidi Marul
Gai Epidi Marul (en llatí: Gaius Epidius Marullus) va ser un polític i magistrat romà del segle i aC.
Era tribú de la plebs l'any 44 aC, i juntament amb el seu col·lega Luci Ceseci Flavus va treure la diadema que havia estat posada al cap de l'estàtua de Juli Cèsar i va intentar portar a judici les persones que havien saludat Juli Cèsar com a rei. El dictador el va destituir del tribunat amb l'ajut del tribú Helvi Cinna i el va expulsar del senat, poc abans de ser assassinat.